# 1-butină
1-butina, cunoscută și ca etilacetilenă, este o alchină gazoasă, foarte inflamabilă și reactivă. Formula sa moleculară este C4H6, iar formula de structură este:
HC≡C-CH2-CH3
1-butina este unul dintre cei doi izomeri ai butinei, cealaltă fiind 2-butina.